# Theloderma khoii
Theloderma khoii — вид жаб родини веслоногих (Rhacophoridae). Описаний у 2022 році.

## Назва
Вид названо на честь в'єтнамського герпетолога доктора Ле Ву Хоя з Ханойського наукового університету В'єтнамського національного університету.

## Поширення
Ендемік В'єтнаму. Поширений у лісовому регіоні у провінції Хазянг.

## Опис
Жаба великого розміру, SVL 52,1 мм у самців, 59,4 мм у самиць; довжина і ширина голови рівні; морда загострена й усічена; око велике, ED 4,7 мм у самців, 5,6 мм у самиць; є шипики на верхній повіці; великогомілково-тарзальний суглоб доходить до задньої межі ока або кінчика морди; шкіра спини дуже груба з великими неправильними залізистими валиками і бородавками, черевна поверхня тіла зерниста; кінчики всіх пальців розширені, але всі значно менші за барабанну кістку; спинна поверхня мохово-зелена або оливкова з темно-пурпуровими плямами.